# جنگجو (فیلم ۲۰۰۱)
جنگجو (انگلیسی: The Warrior) فیلمی در ژانر اکشن و ماجراجویی است به کارگردانیِ آصف کاپادیا که در سال ۲۰۰۱ منتشر شد. از بازیگران آن می‌توان به عرفان خان اشاره کرد.